# Lista de membros da Royal Society eleitos em 1699
Esta é uma lista de Membros da Royal Society eleitos em 1699.

## Fellows
- Robert Shirley (1673 -1699)
- John Lowther (1655 -1700)
- Reeve Williams (1682 -1703)
- Charles Sackville (1638 -1706)
- William Cowper (1666 -1709)
- James Cunningham (1667 -1709)
- David Krieg (1669 -1710)
- Thomas Browne (1673 -1710)
- Pierre Silvestre (1662 -1718)
- James Pound (1669 -1724)
- Martin Bowes (1671 -1726)
- Johann Burchard Menkenius (1675 -1732)
- Edward Worth (1678 -1733)
- Georg Andreas Agricola (1672 -1738)
- Paul Buissière (1655 -1739)